# René-Félix Berger
Ne doit pas être confondu avec René Berger.
Pour les articles homonymes, voir Berger (homonymie).
René-Félix Berger, né le 20 juin 1878 à Paris, où il meurt le 16 mars 1954, est un architecte et décorateur français.

## Biographie
René-Félix Berger naît né le 20 juin 1878 à Paris, rue des Francs-Bourgeois. Il est le fils de Jeanne Charlotte Hélène Bret et de Pierre François Xavier Berger, négociant.
Il entre à l’École des beaux-arts de Paris en 1897 et devient l'élève de Léon Ginain et Scellier de Gisors. Il sort diplômé (DPLG) en 1904. Sa première expérience se déroule au sein du cabinet Arfvidson.
En 1905, il expose au Salon des artistes français. Il produit quelques illustrations notamment pour L'Assiette au beurre.
Il devient l'architecte en chef des bâtiments civils et palais nationaux, entre autres pour le compte du Muséum national d'histoire naturelle. Il dessine et conçoit pour cette institution scientifique le deuxième jardin d'hiver du Jardin des plantes, qu'il inaugure en 1937. Ce jardin d'hiver, conservé de nos jours parmi un ensemble de cinq serres monumentales, a été bâti sur la même empreinte qu'occupait le jardin d'hiver de Jules André, inauguré en 1889 et démoli en 1934. Berger a aussi été, pour le Muséum national, le concepteur de la nouvelle fauverie (1934-1937).
En 1935, sur recommandation de Paul Lemoine, il est fait chevalier de la Légion d'honneur.
En 1944, il est nommé architecte agréé par le ministère de la Reconstruction et de l'Urbanisme pour les départements de la Seine et Seine-et-Oise. 
Ses réalisations privées les plus remarquables sont l'aménagement du cabaret le Lido (1927-1928), un certain nombre de cafés parisiens, des villas particulières et des logements sociaux.
Le 5 mai 1908 à Asnières, il épousait Madeleine Élisa Adenis ; il vivait 2 rue Abel (Paris 12e) où il est mort.

## Principales réalisations
- bar Le Napoléon (1926) ;

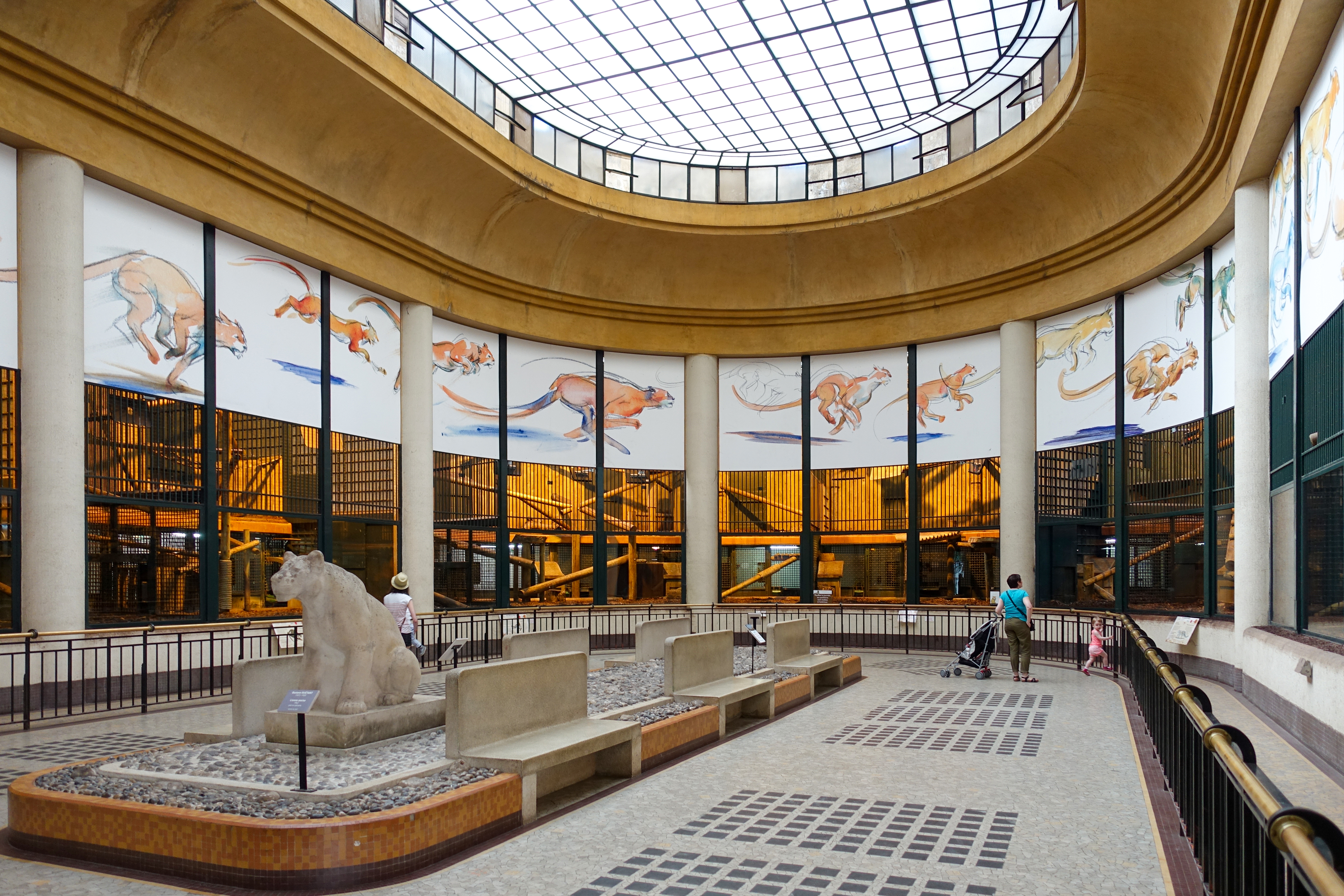
Intérieur de la fauverie.

- grill-room Le Wellington (1927-1928) ;
- bar Le Florian (1928) ;
- cité-jardin du Noyer-Doré à Antony (1929-1937) ;
- porte d'entrée du cimetière de Passy (1931-1936) ;
- grand Jardin d'hiver (1934-1937), aujourd'hui Serre des forêts tropicales humides du Jardin des plantes de Paris ;
- fauverie de la Ménagerie du Jardin des plantes de Paris (1937).
- laboratoires du Muséum national d'Histoire naturelle au 43 rue Cuvier (1939-1940)

## Distinctions
- Chevalier de la Légion d'honneur (1935)